# Eleocharis fennica
Eleocharis fennica är en halvgräsart som beskrevs av Eduard Palla och Johann Andreas `Andrees' Kneucker. Eleocharis fennica ingår i släktet småsäv, och familjen halvgräs.

## Underarter
Arten delas in i följande underarter:
- E. f. fennica
- E. f. sareptana